# Chiesa dei Francescani (Lucerna)
La chiesa di Santa Maria, detta comunemente chiesa dei Francescani (in tedesco: Franziskanerkirche St. Maria in der Au) è un luogo di culto cattolico di Lucerna; l'edificio è situato nel centro storico della città, sulla riva sinistra del fiume Reuss.

## Storia
La chiesa fu costruita nel 1269 come parte del coevo convento francescano; dotata di cappellania dal 1854, nel 1918 fu eretta a parrocchiale. Tra il 1832 e il 1891 la chiesa ospitò, alternandosi con la Chiesa dei Gesuiti, le riunioni dell'assemblea comunale di Lucerna.

## Descrizione
La chiesa dei Francescani è un edificio gotico ricco di arredi e opere d'arte; la cappella di Sant'Antonio (Antoniuskapelle), del 1434, fu arricchita nel XVII secolo di stucchi della scuola di Wessobrunn.